# Törpe hawaii rózsa
A törpe hawaii rózsa (Plumeria obtusa) a tárnicsvirágúak (Gentianales) rendjébe és a meténgfélék (Apocynaceae) családjába tartozó faj.

## Előfordulása
A törpe hawaii rózsa eredeti előfordulási területe Közép-Amerika és a Karib-térség. A következő országokban vannak természetes állományai: Bahama-szigetek, Dél-Mexikó, Belize, Guatemala és Florida. A világ számos trópusi részén dísznövényként termesztik, főleg Indiában és Délkelet-Ázsiában. Beszámolások szerint, Kínába is sikeresen betelepítették.

## Változata
- Plumeria obtusa var. sericifolia (C.Wright ex Griseb.) Woodson

## Megjelenése
A nagy bokros cserje, körülbelül 5-10 méter magasra nő meg. Ez a növényfaj a nagy sárgásfehér és erősen illatos virágai miatt közkedvelt dísznövény.

## Képek

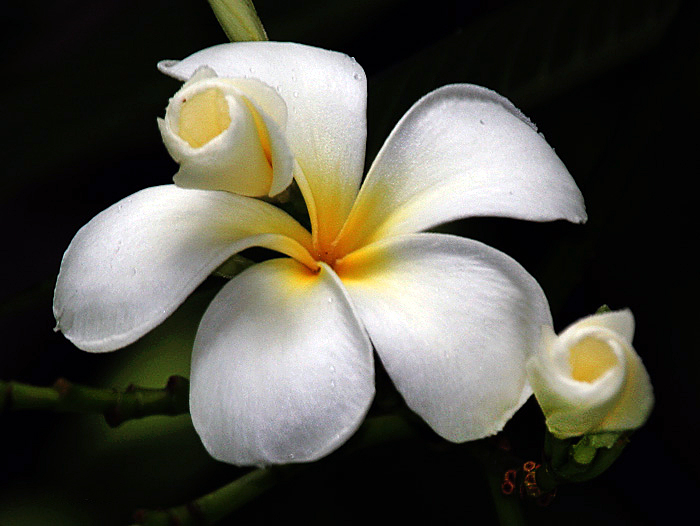
Virága,
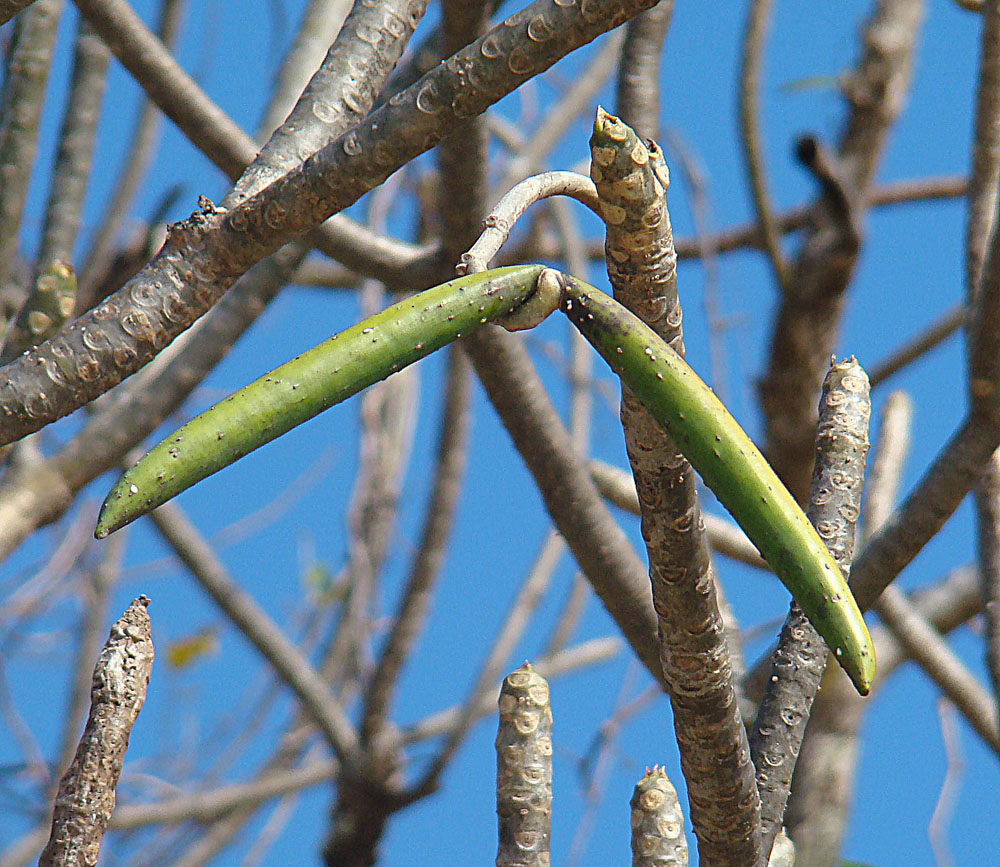
termései
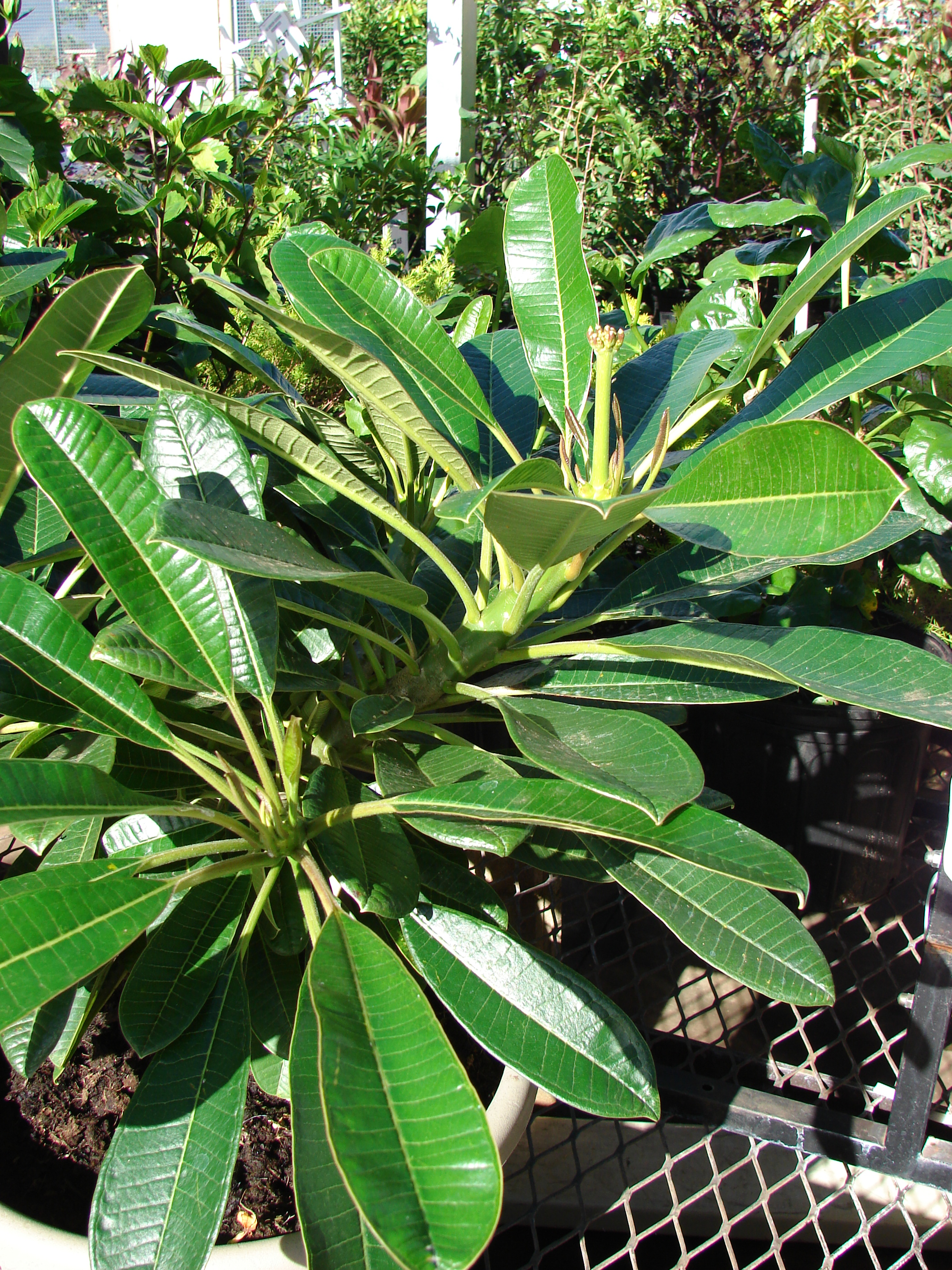
és levelei
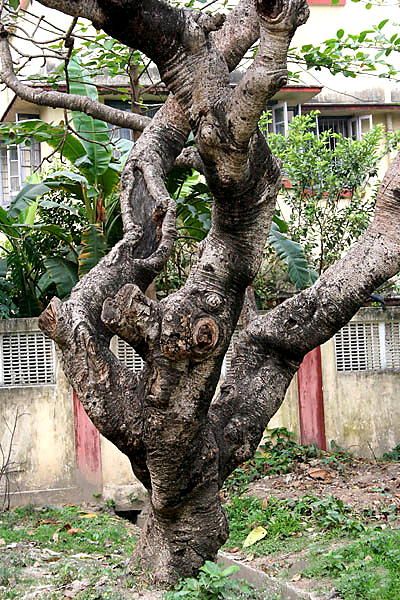
Idős példány törzse

## Fordítás
- Ez a szócikk részben vagy egészben  a   Plumeria obtusa című angol Wikipédia-szócikk ezen változatának fordításán alapul.  Az eredeti cikk szerkesztőit annak laptörténete sorolja fel. Ez a jelzés csupán a megfogalmazás eredetét és a szerzői jogokat jelzi, nem szolgál a cikkben szereplő információk forrásmegjelöléseként.